# Punk in Drublic
(NOFX - Perfect Government - Punk in Drublic)
Punk in Drublic è il quinto album della band punk americana NOFX, pubblicato nel 1994 sotto l'etichetta discografica Epitaph Records.

## Il disco
Il titolo dell'album è un anagramma di drunk in public (lett. ubriaco in pubblico, ossia il reato di ubriachezza).
È stato pubblicato su vinile 33 giri e CD. Ha raggiunto la certificazione di disco d'oro ed è il più venduto del gruppo.
La traccia numero 17 (Scavenger type) contiene una ghost track (comincia circa al minuto 5:29), nella quale il chitarrista El Hefe imita personaggi dei cartoni animati, come Yosemite Sam, Speedy Gonzales e  Braccio di Ferro.
Il brano The Brews si distingue per un'impostazione più vicina al genere street punk.

## Tracce
1. Linoleum - 2:10
2. Leave It Alone - 2:04
3. Dig - 2:16
4. The Cause - 1:37
5. Don't Call Me White - 2:33
6. My Heart Is Yearning - 2:23
7. Perfect Government - 2:06 - cover di Mark Curry[4][2]
8. The Brews - 2:40
9. The Quass - 1:18
10. Dying Degree - 1:50
11. Fleas - 1:48
12. Lori Meyers - 2:21 - duetto con Kim Shattuck, cantante dei The Muffs[2]
13. Jeff Wears Birkenstocks - 1:26
14. Punk Guy (Cause He Does Punk Things) - 1:08
15. Happy Guy - 1:58
16. Reeko - 3:05
17. Scavenger Type - 7:12

### Singoli
1. Leave It Alone
2. Don't Call Me White

## Formazione
- Fat Mike - basso e voce
- El Hefe - chitarra e voce
- Eric Melvin - chitarra
- Erik Sandin - batteria